# Lupercio Leonardo de Argensola
Lupercio Leonardo de Argensola, född 1559, död 1613, var en spansk skald och skådespelsförfattare, bror till Bartolomé Leonardo de Argensola.
Argensola utnämndes av Filip II till rikshistoriograf i Aragonien, men sändes, innan han hunnit bearbeta det material han samlat, med en beskickning till Neapel, där han dog. Som diktare utmärkte han sig mest inom satiren och där påverkad av Horatius. Han är även känd som översättare av latinska skalder. Av hans sorgespel, vilka uppvisar inflytande av Seneca, har Filis, Isabela och Alejandra i berömmande ordalag omnämnts av Cervantes i Don Quijote.